# Stigmatopelia
Stigmatopelia is een voormalig geslacht van vogels uit de familie duiven (Columbidae).

## Soorten
Het geslacht kende de volgende soorten:. Deze zijn beide verplaatst naar het geslacht Spilopelia.
- Stigmatopelia chinensis (Parelhalstortel)
- Stigmatopelia senegalensis (Palmtortel)